# Percival Pinkerton
Percival Pinkerton est un héros créé par Marvel Comics. Il est apparu pour la première fois dans Sgt. Fury and his Howling Commandos #8, en 1964.

## Biographie du personnage
Percival Pinkerton est issu d'une grande famille anglaise dont les hommes ont tous fait carrière dans l'armée. Ces ancêtres ont même été amis avec la famille Van Helsing. Différent de ceux de sa lignée, Percival était un grand romantique, séducteur à la mode, qui rentra dans l'académie militaire pour faire plaisir à ses parents. Il échoua pourtant, et fut renvoyé. Sa famille le prit très mal et coupa les ponts.
Au début des années 1940, le jeune Percival s'engagea comme soldat. Quand le First Attack Squad (les Howling Commandos) perdit le jeune Jonathan "Junior" Juniper, le capitaine Samuel Sawyer assigna Pinkerton à l'équipe. Percival fut le seul britannique des Commandos, la seule unité de rangers à être récompensé de ce titre. En dépit de ses manières, son accent et son parapluie, "Pinky" fit changer d'avis ses partenaires sur sa valeur et son talent de combattant.
Au sein des Commandos, il affronta le Baron Zemo et les sbires du Baron Strucker, comme l'escrimeur Manfred Adler du Blitzkrieg Squad mené par le Colonel Fritz Klaue.
Durant une mission en Birmanie, Pinkerton retrouva son jeune frère, le lieutenant colonel Reginald Pinkerton. Il fut par la suite assigné pendant quelques semaines chez les Deadly Dozen avec Dum Dum Dugan et Dino Manelli, et combattit aux côtés de Captain America et Bucky Barnes vers la fin de la guerre. Pinky participa aussi à la chute de Berlin.
Après la Guerre, Pinkerton retrouva ses anciens coéquipiers durant la Guerre de Corée. Il quitta ensuite l'armée pour ouvrir un gentleman's club à Londres, jusqu'à sa mort (un cancer) vers 2009.

## Pouvoirs et capacités
- Percival Pinkerton n'a pas de pouvoirs. Il a toutefois une expérience de soldat et a été entrainé à l'escrime dès son plus jeune âge.
- Pour un octogénaire, il est en très bonne santé, grâce à une transfusion sanguine entre Nick Fury et lui.